# День науки

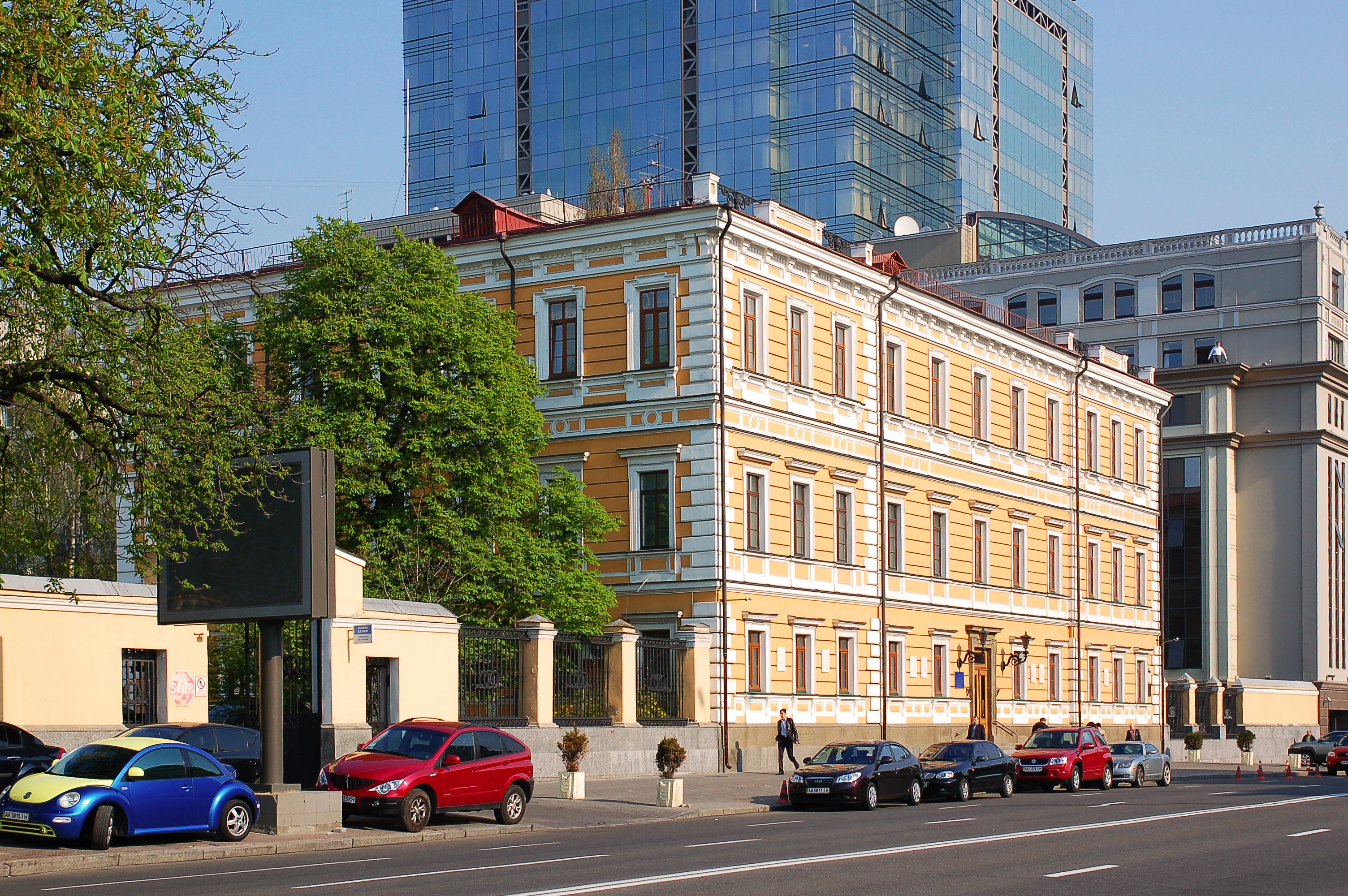
Будівля Президії НАН України

Де́нь нау́ки (з 1997 року) — професійне свято працівників науки України. Відзначається щорічно у третю суботу травня.

## Історія свята
В СРСР День науки відзначали у третю неділю квітня.
Свято встановлено в Україні «…на підтримку ініціативи відомих вчених, наукових установ, а також професійних спілок України…» згідно з Указом Президента України «Про День науки» від 14 лютого 1997 року № 145/97.
Це свято є іншим, ніж Всесвітній день науки, який відзначають щорічно 10 листопада.

## Премія Кабінету Міністрів України
Щороку до дня науки присуджують п'ять Премій Кабінету Міністрів України за розроблення і впровадження інноваційних технологій.